# Pigne d’Arolla
La Pigne d'Arolla es una montaña de 3790 msm, ubicada en Suiza, cerca de Arolla y de la frontera italiana.
Fue escalada por primera vez el 9 de julio de 1865 por Adolphus Warburton Moore, Horace Walker y el guía de montaña Jakob Anderegg.
Las ascensiones más usuales se realizan desde el norte del Refugio des Dix en la parte superior del Valle de Hérémence (duración unas 4 h), y desde el este del Refugio de las Vignettes en la parte superior del Valle de Arolla (unas 3 horas).

## Galería

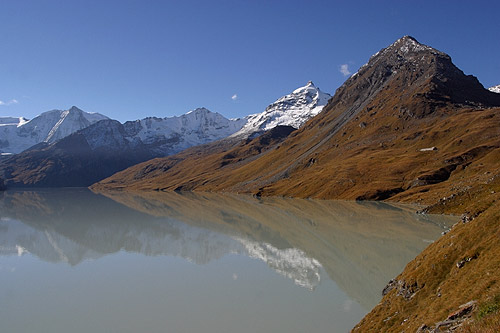
Lago des Dix con y vista del Mont Blanc de Cheilon y de la Pigne d'Arolla.
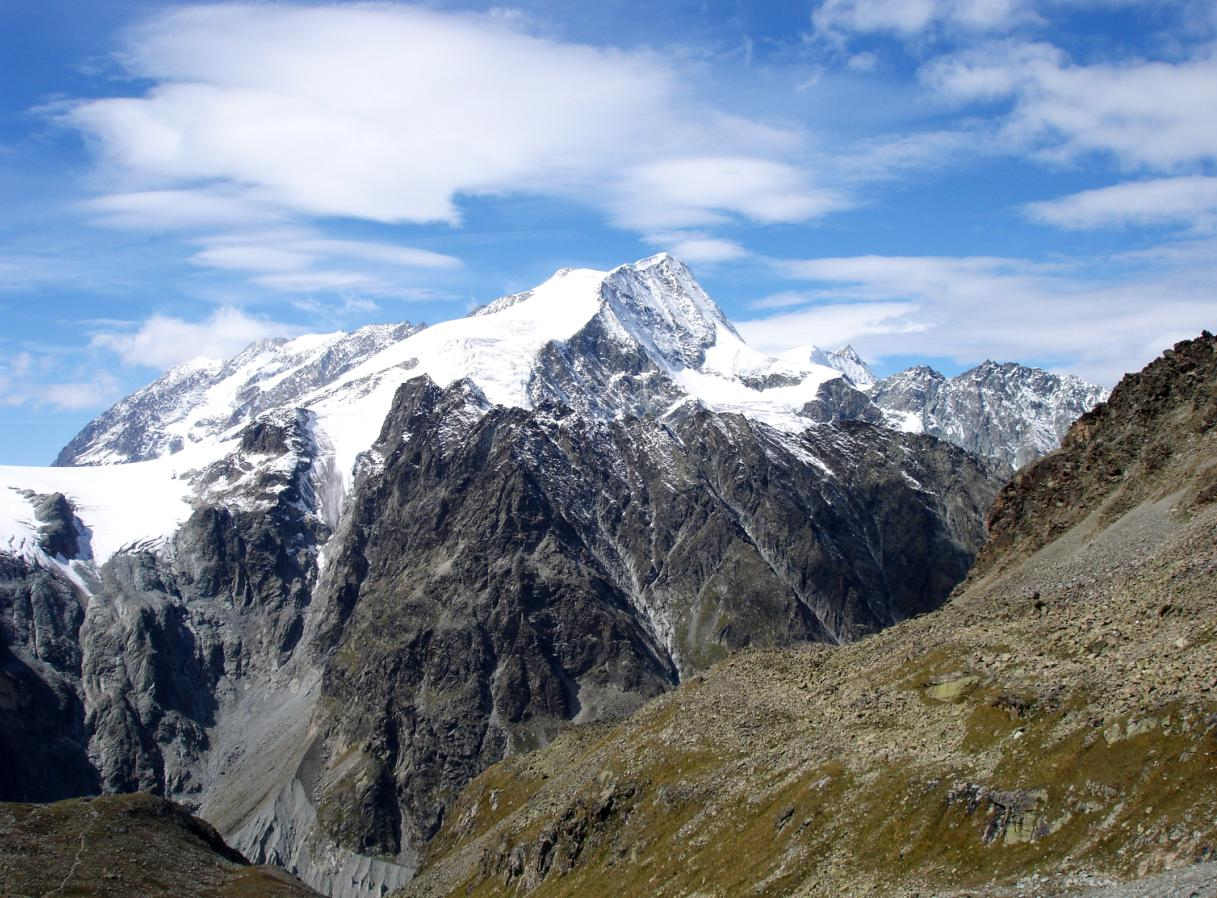
La Pigne d'Arolla vista desde cerca de Arolla.
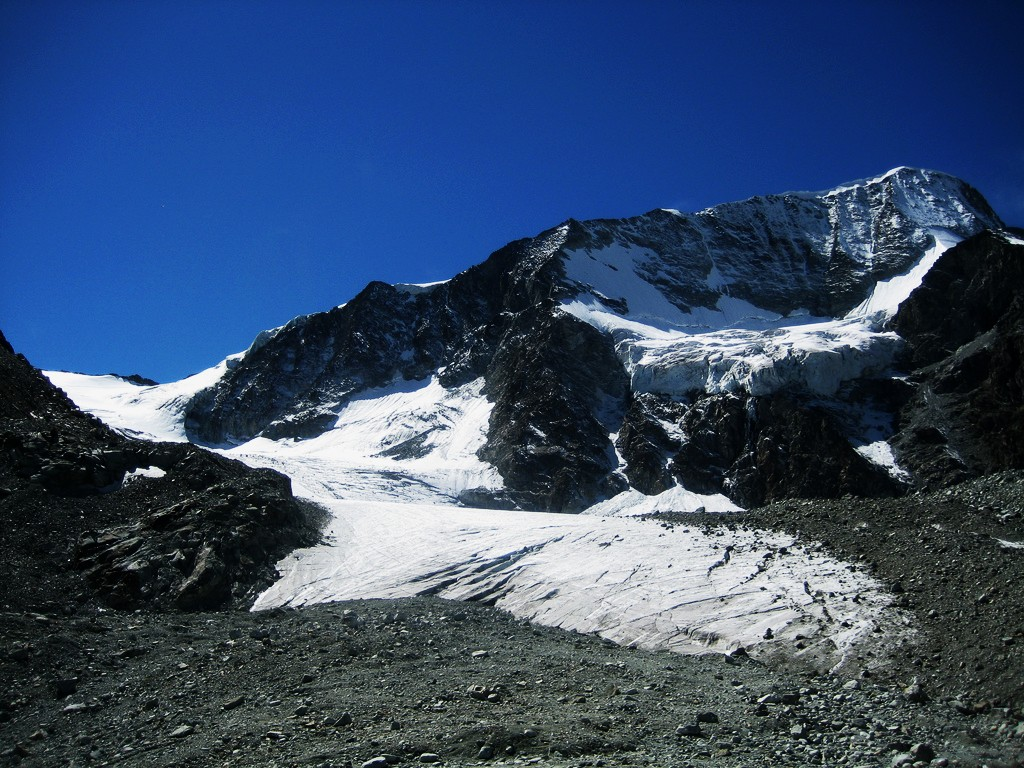
La Pigne d'Arolla vista desde el norte.
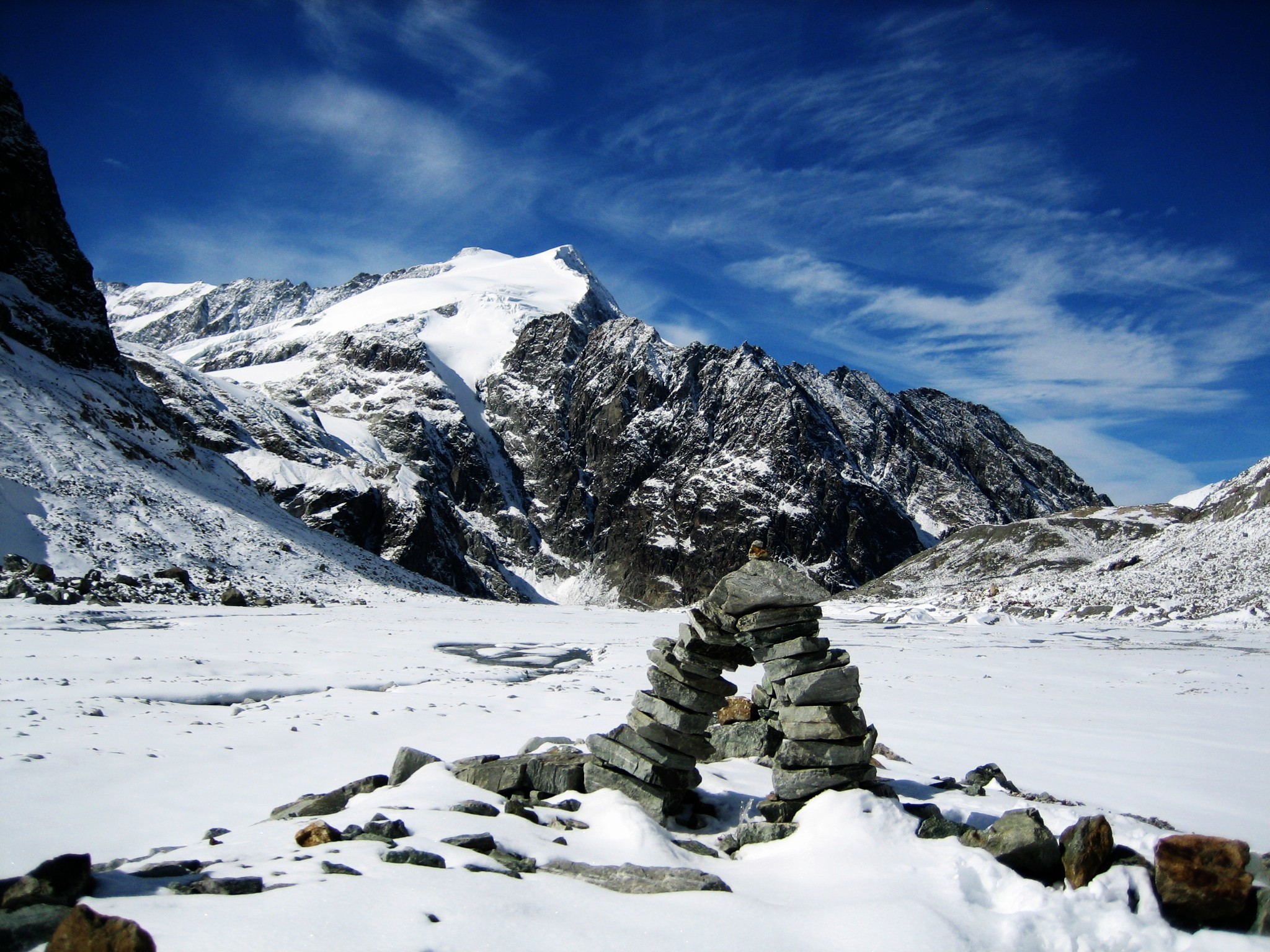
La Pigne d'Arolla vista desde el este.